# Milov (přírodní památka)
Milov je přírodní památka západně od obce Přimda v okrese Tachov. Oblast spravuje Agentura ochrany přírody a krajiny ČR. Důvodem ochrany je svahové prameništní rašeliniště s bohatou fytocenózou.